# رود خلم
رود خلم (به آن تاشقرغان هم گفته می‌شود) یا دریای خلم رودی در شمال مرکزی افغانستان است. این رود در بستر شمالی از شهرهای خلم و ایبک می‌گذرد که امروز در استان بلخ هستند. خلم شاخه‌ای از حوضه اکسس است. مبدأ آن در شمال شهر خلم قرار دارد. رودخانه در جریانش به سمت پایین از میان شهر سمنگان و استان سمنگان عبور می‌کند. رود خلم مرز غربی استان کندز است.

## وضعیت جغرافیایی
کوهستان به عنوان خشکی سنگی شناخته می‌شود زیرا که از کوه بابا تا رود خلم کشیده شده‌است. در مقاطعی وضعیت زمین به دره‌های تو در تو پوشیده از گیاهان درهم بافته می‌رسد. سنگ‌های رودخانه شامل سنگ‌های ماسه‌ای و آهکی می‌شود.
رود خلم خود شاخه‌ای از رودخانه آمو دریا است که یکی از رودهای اصلی قاره آسیا است. این رودخانه لقب رود کور یا رود طبیعی را گرفته زیرا که به دلیل استفاده محلی از آب حوضچه‌های کناریش، خشک می‌شود و به جز در سالهای استثنایی که جریان آب بالاست، به آمو دریا نمی‌رسد. رود خلم از گذرگاه کارا کوتا سرچشمه می‌گیرد، از میان تنگه‌ها می‌گذرد، تا به دره‌ای پهن در نزدیکی شهر تاشقرغان می‌رسد. این رود به ارتفاع ۳۶۰۰ متری رسیده و طول کاملش حدود ۲۳۰ کیلومتر است. این رود یک منطقه آبگیر به وسعت ۸۴۰۰ کیلومتر مربع را تخلیه کرده با تفریق سالانه آب که با ارزیابی‌های مختلف بین ۲/۵۸ تا ۶۷ میلیون متر مکعب می‌رسد. جاده بین کابل و مزارشریف بستر رود را دنبال می‌کند. در تقاطع جاده‌های بدخشان و بامیان رودخانه خلم از کوهستان به شهر خلم می‌رسد.
رود خلم در مسیرش و قبل از اینکه به اکسس برسد تماماً صرف آبیاری می‌شود. در سال ۱۸۹۶ کین نوشت دست اندازی بیابان‌های حومه شهر باعث می‌شوند رود خلم در حالیکه از تپه‌های کارا کوه می‌گذرد دیگر به اکسس نرسد.

## کشاورزی

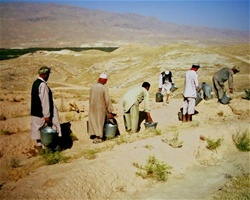
کشاورزان پسته در نزدیکی سواحل خلم

سواحل رود خلم، با تپه های سرسبز کناره دره‌ای که از میان آن می گذرد، زمین‌های کشاورزی غنی است. بسیاری از کشاورزان این منطقه افغانستان ، بویژه برای کشت میوه، به این رودخانه وابسته هستند.  گفته می‌شود خلم بهترین بادام و پسته  ستار بایی و خیرالدین بایی و عبدالوحیدی و بهترین انار افغانستان را دارد. 

## کنترل سیلاب
در نزدیکی شهر خلم درخت‌ها و باغ‌هایی در سواحل رود وجود دارند.  شرکت امریکایی IDEA-NEW مسئول بهره برداری از برنامه جدید برای حفظ حدود ۵۰۰ هکتار از این باغات در مقابل  سیل در منطقه خلم است. اولین مرحله از این برنامه در سال ۲۰۰۹ با کشیدن ۹۷۵ متر دیوار حفاظتی قوی و در سال ۲۰۱۰ با کشیدن ۵۵۰ متر دیواره های سنگی در دو طرف رودخانه خلم ساخته شد و حدود ۵۰۰  خانواده از آن بهره گرفتند. این پروژه حدود ۶۹۰۰ روز کار برای کارگران محلی ایجاد کرده و درآمدی بالغ بر ۹۹ دلار برای کارگرانی که اموزش چیدن دیوارهای سنگی در طول رودخانه را گرفته بودند آورد.  قبلاً مردم محلی که در کنار رودخانه زندگی می کردند با چیدن کیسه‌های شن سعی در جلوگیری از سیل رودخانه می کردند که چندان موفق نبود.